# Boaz Yakin
Boaz Yakin, né le 20 juin 1966 à New York, est un producteur, réalisateur et scénariste américain.

## Biographie
Boaz Yakin nait à New York et grandit dans l'Upper West Side. Né de parents israéliens d’origine syrienne,, il y fréquente une école juive orthodoxe.
Il étudie ensuite au City College of New York et à l'Université de New York. C'est alors qu'il écrit et vend son premier script intitulé Cold fire. Pour vraiment lancer sa carrière cinématographique, il quitte la côte est et emménage à Los Angeles. Boaz travaille ensuite sur plusieurs scénarios notamment pour le compte de Warner Bros. et United Artists.
En 1989, il se fait réellement connaître à Hollywood en écrivant le scénario de Punisher, film à moyen budget avec Dolph Lundgren dans le rôle-titre, adapté du comic de Marvel. Il enchaine l'année suivante avec un autre film d'action, La Relève, de et avec Clint Eastwood. En 1994, il fait ses débuts de réalisateur avec Fresh, un drame sur un garçon de 12 ans transportant de la drogue. Samuel L. Jackson joue le père du jeune garçon. Ce premier film est salué par la critique et remporte un prix au Festival du film de Sundance.
En 1998, il met en scène son second film, Sonia Horowitz, l'insoumise. Il replonge ici dans ses racines : dans le film Renée Zellweger essaye de s'intégrer dans une communauté hassidique. En 2000, il réalise Le Plus Beau des combats avec Denzel Washington, mais ne participe pas à l'écriture du scénario. Ce film sur le racisme sur fond de football américain lui vaut son plus grand succès public à ce jour : près de 137 millions de dollars de recettes dans le monde.
En 2003, il dirige la comédie Filles de bonne famille, avec Brittany Murphy et Dakota Fanning. Il attendra 5 ans pour réaliser un nouveau film : Death in Love (2008), film dramatique sur une histoire d'amour entre une femme juive et un ancien nazi. En parallèle, il continue d'écrire des scripts (Dirty Dancing 2, Prince of Persia : Les Sables du Temps). Il produit également les films 2001 Maniacs, Hostel et Hostel, chapitre II, via la société Raw Nerve, créée avec les réalisateurs Eli Roth et Scott Spiegel.
En 2012, il est de retour à la réalisation et au film d'action Safe, avec Jason Statham.

## Filmographie

### Scénariste
- 1989 : Punisher de Mark Goldblatt
- 1990 : La Relève (The Rookie) de Clint Eastwood
- 1994 : Fresh de Boaz Yakin
- 1998 : Sonia Horowitz, l'insoumise (A Price Above Rubies) de Boaz Yakin
- 1999 : Une nuit en enfer 2 : Le Prix du sang (From Dusk Till Dawn 2: Texas Blood Money) (vidéo) de Scott Spiegel (histoire seulement)
- 2004 : Dirty Dancing 2 (Dirty Dancing: Havana Nights) de Guy Ferland
- 2008 : Les Ombres du passé (Death in Love) de Boaz Yakin
- 2010 : Prince of Persia : Les Sables du Temps (Prince of Persia: The Sands of Time) de Mike Newell
- 2012 : Safe de Boaz Yakin
- 2013 : Insaisissables (Now You See Me) de Louis Leterrier
- 2018 : L'Internat (Boarding School) de Boaz Yakin
- 2021 : The Harder They Fall de Jeymes Samuel

### Producteur
- 2003 : Filles de bonne famille (Uptown Girls) de Boaz Yakin
- 2005 : 2001 Maniacs de Tim Sullivan
- 2006 : Hostel d'Eli Roth
- 2007 : Hostel, chapitre II (Hostel: Part II) d'Eli Roth
- 2008 : Les Ombres du passé (Death in Love) de Boaz Yakin
- 2011 : Bombay Beach (documentaire) d'Alma Har'el
- 2013 : Insaisissables (Now You See Me) de Louis Leterrier

### Réalisateur
- 1994 : Fresh
- 1998 : Sonia Horowitz, l'insoumise (A Price Above Rubies)
- 2000 : Le Plus Beau des combats (Remember the Titans)
- 2003 : Filles de bonne famille (Uptown Girls)
- 2008 : Les Ombres du passé (Death in Love)
- 2012 : Safe
- 2015 : Max
- 2018 : L'Internat (Boarding School)

## Distinctions
Sauf indication contraire, les informations mentionnées dans cette section peuvent être confirmées par la base de données cinématographiques IMDb,  présente dans la section « Liens externes ».

### Récompenses
- Festival du film de Sundance 1994 : Trophée des cinéastes - catégorie film dramatique pour Fresh (partagé avec Clerks : Les Employés modèles)
- Festival international du film de Tokyo 1994 : prix Bronze pour Fresh
- Boston Film Festival 2008 : meilleur réalisateur pour Les Ombres du passé

### Nominations
- Festival du film de Sundance 1994 : Grand Prix du jury pour Fresh
- Festival du cinéma américain de Deauville 1998 : prix spécial du jury pour Sonia Horowitz, l'insoumise